# Playa de La Hacienda
Playa de La Hacienda är en strand i Spanien.   Den ligger i provinsen Provincia de Cádiz och regionen Andalusien, i den södra delen av landet, 500 km söder om huvudstaden Madrid.